# Jim Larsen
Jim Larsen (født 6. november 1985) er en tidligere professionel fodboldspiller fra Danmark, der i sin aktive karriere spillede for bl.a. de danske superligaklubber Silkeborg IF og FC Midtjylland samt for Rosenborg BK i Norge og Club Brugge i Belgien.
Larsen spillede som midterforsvarer, men kunne også dække den defensive midtbane. Hans force var et stærkt hovedspil på grund af hans højde på 190 cm.

## Karriere
Larsen spillede først i Korsør Boldklub, Slagelse B&I, AGF, Grenaa IF, Brabrand IF, Silkeborg IF og Rosenborg. Han kom til Rosenborg i marts 2011 og scorede i debutsæsonen seks mål i Tippeligaen.

### Club Brugge
I juli 2012 skiftede Larsen til belgiske Club Brugge.

### FC Midtjylland
Det blev offentliggjort den 15. august 2014, at Jim Larsen havde skrevet under på en etårig kontrakt med FC Midtjylland. I januar 2015 skrev forsvarsspilleren under på en etårig kontraktforlængelse med klubben, så han havde kontrakt frem til sommeren 2016.
Han blev dansk mester med FC Midtjylland i sæsonen 2014-15, men skader holdt ham ude af holdet i hele sæsonen 2015-16. Efter afslutningen af sæsonen meddelte han, at han indstillede karrieren.

## Landsholdskarriere
Jim Larsen blev i 2009 indkaldt til det danske landshold til en VM-kvalifikationskamp mod Ungarn, men kom dog ikke på banen. Jim Larsen fik sin debut på Ligalandsholdet den 17. januar 2010 mod Polen og scorede senere i samme turnering et mål i det 7. minut i 5-1-sejren over Singapore den 20. januar 2010.